# Luis Galarza
Luis Esteban Galarza Mayereger (Asunción, 26 dicembre 1950 – Santa Cruz de la Sierra, 27 luglio 2024) è stato un calciatore boliviano, di ruolo portiere.